# Gobernación de Vladímir
La gobernación de Vladímir (en ruso: Владимирская губерния) era una división administrativa del Imperio ruso y después de la República Socialista Federativa Soviética de Rusia. Su capital era la ciudad de Vladímir. Creada en 1796, la gobernación existió hasta 1929.

## Geografía
La gobernación de Vladímir estaba ubicada en Rusia central. Limitaba con las gobernaciones de Kostromá, Nizhni Nóvgorod, Tambov, Riazán, Moscú, Tver y Yaroslavl.
El territorio de la gobernación se corresponde aproximadamente a la óblast de Vladímir, más algunos territorios que están repartidos entre las óblasts de Moscú, Ivánovo, Yaroslavl, Nizhni Nóvgorod, Riazán y Tver.

## Subdivisiones administrativas
A principios del siglo XX la gobernación de Vladímir estaba dividida en trece uyézds: Aleksándrov, Vladímir, Viázniki, Gorojovéts, Kovrov, Melenki, Múrom, Pereslavl-Zaleski, Pokrov, Súzdal, Shuya y Yúriyev-Polski.

## Población
Según el censo de 1897, la población del gobierno se elevaba a 1 515 691 habitantes, de los cuales 99,7 % eran rusos.